# Europawahl in Belgien 1994
- Sozialdemokraten (PS/SP): 6
- Grüne (AGALEV/ECOLO): 2
- Radikale (VU): 1
- Liberaldemokraten (PRL/PVV): 6
- Christdemokraten (CVP/PSC): 7
- Fraktionslose (FN, VB): 3

Die Europawahl in Belgien 1994 war die vierte Direktwahl zum Europäischen Parlament in Belgien. Sie fand am 12. Juni 1994 im Rahmen der EG-weiten Europawahl 1994 statt. In Belgien wurden 25 der 567 Parlamentssitze vergeben. Dabei wurden die Mandate auf ein niederländischsprachiges Wahlkollegium (15 Mandate), ein deutschsprachiges Wahlkollegium (1 Mandat) und ein französischsprachiges Wahlkollegium (10 Mandate) aufgeteilt. Es bestand Wahlpflicht.

## Amtliches Endergebnis
|                   | 1994      | 1994  |
| Anzahl            | %         |       |
| ----------------- | --------- | ----- |
| Wahlberechtigte   | 7.211.311 | 100,0 |
| Wahlbeteiligung   | 6.537.968 | 90,66 |
| Ungültige Stimmen | 571.213   | 8,74  |
| Gültige Stimmen   | 5.966.755 | 91,26 |

| Partei/Organisation | EP-Fraktion | Stimmen   | Stimmen | Sitze |
| Partei/Organisation | EP-Fraktion | Anzahl    | %       | Sitze |
| ------------------- | ----------- | --------- | ------- | ----- |
| CVP                 | EVP         | 1.013.266 | 16,98   | 4     |
| PS                  | S&D         | 680.142   | 11,40   | 3     |
| VLD                 | ALDE        | 678.421   | 11,37   | 3     |
| SP                  | S&D         | 651.371   | 10,92   | 3     |
| PRL–FDF             | ALDE        | 541.724   | 9,08    | 3     |
| VB                  |             | 463.919   | 7,78    | 2     |
| PSC                 | EVP         | 420.198   | 7,04    | 2     |
| Agalev              | Grüne/EFA   | 396.198   | 6,64    | 1     |
| Ecolo               | Grüne/EFA   | 290.859   | 4,87    | 1     |
| Volksunie           | ERA         | 262.043   | 4,39    | 1     |
| FN                  |             | 175.732   | 2,95    | 1     |
| CSP                 | EVP         | 11.999    | 0,20    | 1     |
| Übrige              |             | 380.883   | 6,38    |       |

| Europawahl in Belgien 1994Niederländische Sprachgruppe %3020100 27,418,417,612,610,77,13,52,8 CVPVLDSPVBAgalevVUWOWSonst.Gewinne und Verlusteim Vergleich zu %p 6 4 2 0 −2 −4 −6 −8−6,7+1,3−2,4+6,0−1,5−1,6+3,5+1,5CVPVLDSPVBAgalevVUWOWSonst. | Europawahl in Belgien 1994Französische Sprachgruppe %403020100 30,424,318,8137,95,6 PSPSCPRL-FDFEcoloFNSonst.Gewinne und Verlusteim Vergleich zu %p 8 6 4 2 0 −2 −4 −6 −8−7,7+3,0−3,9−3,6+7,9+4,3PSPSCPRL-FDFEcoloFNSonst. | Europawahl in Belgien 1994Deutsche Sprachgruppe %403020100 31,320,115,514,912,65,7 CSPPFFPDBEcoloSPSonst. |